# Винфрид Георг Зебалд
Винфрид Георг Зебалд (Вертах, 18. мај 1944 — Норфок, 14. децембар 2001) био је немачки песник, романописац, есејиста и професор књижевности познат по својим романима: Вртоглавица (1990), Исељеници (1992), Сатурнови прстенови (1995) и Аустерлиц (2001). Сматра се једним од најважнијих светских писаца са краја двадесетог века и на почетку двадесет првог века. Добитник је многобројних књижевних награда, међу којима су најзначајније: Едуард Мерике, Хајнрих Бел, Хајнрих Хајне, Јозеф Брајтбах и Награда америчке критике. Предвиђали су му и Нобелову награду за књижевност, али је није дочекао јер је страдао у саобраћајној несрећи у педесет седмој години живота.
Своју каријеру је започењо објављјући поезију, али је славу стекао пишући хипнотичку и засењујућу прозу. Његови романи се читају као замршени путописи са многобројним дигресијама утемљени на импресионистичком сећању и асоцијативности. У саме књиге су често укључене и фотографије. Ликови у Зебалдовом стваралаштву су претежно меланхолици и изгнанинци чији је животни тон одређен тешко изразивим осећањем неприпадности овом свету.
Зебалдово стваралаштво се великим делом темељи на теми сећања и заборављања (било личног или колективног). Истрајно је испитивао улогу памћења и скривено присуство прошлих догађаја, као и разноврсне начине на који се они находе у темељима људског живота. У једном од својих последњих интервјуа на питање новинара да ли књижевност игра посебну улогу у сећању одговорио је: Морална суштина књижевности тиче се управо читавог тог питања сећања. Чини ми се да је јасно да они који немају сећање имају далеко већу шансу да воде срећне животе. Но то је нешто од чега се никако не може побећи: наш психолошки склоп је такав да тежимо освртању за собом. Сећање ће се, чак и уколико га и потиснемо, вратити и обликоваће нам живот. Без сећања не би било никаквог писања.
До 2015. на српски језик су преведени романи Сатурнови кругови (Плато. 2006), Аустерлиц (Паидеиа 2009) и Исељеници (Паидеиа, 2002)

## Биографија

### Детињство и младост
Винфрид Георг Зебалд рођен је 18. маја 1944. као син Георга и Розе Зебалд на југу Немачке у Вертаху, који се појављује под ознаком „В” у последњем поглављу романа Вртоглавица. У овом тихом алпском католичком селу имао је мирно детињство. Његов отац је био војно лице и служио је као војник Рајхсвера од 1929, а затим као војник Вермахта током Другог светског рата. Након пораза као војник нацистичке Немачке остао је у заробљеништву до 1947. Када се вратио кући, Георг Зебалд је морао да тражи посао у срединама које су биле више економски развијене од Вертаха, да би се у тренутку када је немачка војска поново успостављена 1954, поново нашао у њој, што је довело до нових дугих растанка од породице. Из ових разлога будућег писца је махом васпитавао његов деда Јозеф Енгелхофер.
Зебалд је у периоду од 1954. до 1963. похађао школу у Именштату им Алгоју и Оберстдорфу. Током школског часа у Оберстдорфу се по први пут сусрео са сликама и филмовима концентарационих логора. Тема Холокауста и послератне Немачке ће касније играти врло важну улогу у Зебалдовом књижевном стваралаштву. Студирао је немачку књижевност на Фрајбуршком универзитету у франкофоном делу Швајцарске. Пошто је је био незадовољан немачким универзитетским животом, са пренатрпаним слушаоницама и кадровима заосталим из периода Трећег рајха, као и ћутањем о стравичним злочинима које је његова домовина учинила, студије у франкофоној Швајцарској је доживео као интелектуално и културно ослобођење, што је уједно био и почетак његове посвећености француској књижевности. Дипломирао је 1966, а 1967. се оженио Аустријанком Утом са којом је добио ћерку..
Након Фрајбурга Зебалд је прихватио посао лектора на Манчестерском универзитету у Енглеској. Магистрирао је 1968, а затим се вратио у Швајцарску где је предавао у основној школи у Санкт Галену. Следеће године преселио се у Велику Британију, где је почео да предаје немачку и европску књижевност на универзитету у Норичу. На овој позицији ће остати до своје смрти, са изузетком од једне године током 1975–1976, коју је провео у Хамбургу. Пошто је Зебалд већи део свог живота провео ван родне земље, тема изгнанства постала је централна у његовом стваралаштву. Још увек се мало зна о Зебалдовом животу јер је током каријере направио вакуум око своје личности.

### Почетак књижевне каријере
Иако је проживео већи део свог живота у Уједињеном Краљевству, Зебалд је своја дела писао на немачком језику. На књижевној сцени појавио се збирком песмама После природе (Nach der Natur: Ein Elementargedicht) (1989), за коју је награђен наградом Федор Малков 1991. У питању је збирка од три песничка циклуса. Први представља сцене из живота шеснаестовековног уметника Матијаса Гриневалда, други живот истраживача Георга Вилхелма Штелера, док је трећи обликован аутобиографски. Сва три тематизују човеков однос према природи и везу између природе и уметности. Збирка није привукла ширу читалачку публику, првенствено јер су историјски слојеви изгледали превише удаљени од савремених брига, док је аутобиографски део доживљаван као облик поетизованог сећања. Са друге стране, појединци су у Зебалду препознали оригиналност, те је стекао заштитнике у виду двојице угледних књижевника: Кристофа Рансмајера и Ханса Магнуса Енценсбергера.
Зебалд је 1990. објавио свој први роман Вртоглавица (Schwindel). Књига се састоји из четири дела. Први део тематизује уметничко буђење деветнаестовековог француског писца Стендала, други путовање наратора у Италију, трећи Кафкино путовање у Италију, док четврти нараторов повратак у родни град на југу Немачке. Други и четврти сегмент су утемељени на пишчевом животу.

### ИсељеницииСатурнови прстенови
Две године након изласка Зебалдовог првог романа, односно 1992, изашли су Исељеници (Die Ausgewanderten). Књижевна критика је дочекала роман са великим ентузијазмом. Критичар Урлик Барон га је назвао једним од највећих и најдирљивијих достигнућа савремене немачке књижевности. Неколико година касније појавили су се и први преводи овог романа који су дочекани с истим одушевљењем. Прикази савремене прозе (The Review of Contemporary Fiction) су Исељенике описали као једним од најбољих романа након Другог светског рата, док га је Сузан Зонтаг оценила као изузетну нову форму књижевности. Овај роман највише од свих одговара термину документарна проза којим се често описују Зебалдови романи. Као и Вртоглавица и Исељеници су састављени из четири дела у којима се представља биографија неколико људи које је Зебалд познавао, углавном Јевреја који су живели у изгнанству због своје националности.
Зебалдов трећи роман Сатурнови прстенови (Die Ringe des Saturn: eine englische Wallfahrt) изашли су 1995. Иако је роман такође добио похвалу од критичара, књижевна рецепција у Немачкој у почетку није била у потпуности позитивна, те је у часопису Die Zeit изашла негативна рецензија. Сузан Зонтаг га је у свом есеју сврстала у највише домете књижевности. Сатурнове прстенове је теже описати него претходна два романа, с обзиром да се састоји од десет поглавља исприповеданих сложеном наративном техником међу којим постоји низ испреплетених историјских веза и асоцијација.
Следеће две књиге које је објавио, биле су есејистичке. Збирка есеја о Готфриду Келеру, Петеру Хебелу, Роберту Валзеру, Едуарду Мерикеу и другим писцима појавила се 1998. под насловом Преноћишта у сеоској кући (Logis in einem Landhaus). Следеће године излази књига Ваздушни рат и књижевност (Luftkrieg und Literatur) која се састоји из два есеја. Први покреће питање масовних бомбардовања Немачке у последњим годинама Другог светског рата и зашто је изостало представљање ових бомбардовања у књижевности, док је други есеј о немачком књижевнику Алфреду Андрешу.

### Аустерлиц и смрт
Четврти и уједно последњи Зебалдов роман Аустерлиц (Austerlitz) изашао је 2001. У њему се приповеда о појединцу који мора да реконструише своје заборављено порекло не би ли утемељио свој идентитет. Непосредно након изласка романа Зебалд је погинуо у саобраћајној несрећи 14. децембра 2001. у својој педесет седмој години. Са њим се у аутомобилу налазила и ћерка Ана која је преживела удес. Узрок несреће је био срчани удар.

## Одабрана дела
- После природе (Nach der Natur. Ein Elementargedicht, 1988)
- Вртоглавица (Schwindel, 1990)
- Исељеници (Die Ausgewanderten, 1992)
- Сатурнови прстенови (Die Ringe des Saturn, 1995)
- Преноћишта у сеоској кући (Logis in einem Landhaus, 1998)
- Ваздушни рат и књижевност (Luftkrieg und Literatur, 1999)
- Аустерлиц (Austerlitz, 2001)